# Nerula
Nerula là một chi bướm ngày thuộc họ Bướm nâu.